# Gulf Islands nationalpark
Gulf Islands nationalpark är en 33 km² stor nationalpark i British Columbia, Kanada. Den består 16 öar samt ett stort antal holmar och rev i Gulf Islands. Parken inrättades 2003. .
Nationalparken sträcker sig 200 meter ut i havet. På Gulf Islands finns 15 utrotningshotade arter, 10 hotade arter och 13 arter av särskilt intresse. Arterna innefattar bland annat fjärilar, skaldjur och späckhuggare. 